# Gesteentecyclus
De gesteentecyclus is een schematische manier om processen in en op de aardkorst te beschrijven, die te maken hebben met de evolutie van gesteenten. De cyclus bevat de drie hoofdtypen gesteenten (sedimentaire, metamorfe en stollingsgesteenten) en beschrijft de processen die tussen de drie plaatsvinden.
De cyclus werd eind 18e eeuw voor het eerst beschreven door James Hutton (1726 - 1797) en was een onderdeel van zijn ideeën over de werking van de vaste Aarde, die hij samenvatte in zijn theorieën het plutonisme en het uniformitarianisme.

## Stollingsgesteenten
Stollingsgesteenten worden gevormd door het stollen van magma. Als het magma diep in de korst stolt ontstaat een dieptegesteente zoals een graniet of een gabbro, stolt het magma aan het oppervlak dan vormt zich een vulkanisch gesteente door middel van vulkanisme. Beide typen stollingsgesteenten kunnen, zodra ze aan het oppervlak komen, verweren en eroderen, waardoor zich sediment vormt. Een stollinggesteente dat op grotere diepte in de korst komt, zal onder invloed van temperatuur en druk rekristallisatie en metamorfose ondergaan, waarmee het een metamorf gesteente wordt.

## Sediment en sedimentaire gesteenten
Sediment is geërodeerd materiaal dat door rivieren (fluviatiel), zeeën (marien), gletsjers (glaciaal) of de wind (eolisch) getransporteerd en afgezet wordt. Op het moment dat sediment bezinkt spreekt men van sedimentatie. Als sedimentatie op dezelfde plek lang genoeg doorgaat kan een dik pakket sediment ontstaan.
Als een pakket sediment op grotere diepte komt kan het door diagenese een sedimentair gesteente vormen. Sedimentaire gesteenten kunnen verweren en eroderen waarna nieuw sediment wordt gevormd, of als ze diep genoeg komen onder invloed van temperatuur en druk rekristallisatie en metamorfose ondergaan, in dat geval wordt het een metamorf gesteente.

## Metamorfe gesteenten
Metamorf gesteente ontstaat door de rekristallisatie en metamorfose van ander gesteente (zowel van een van de twee andere typen als ander metamorf gesteente). Dit vindt normaal gesproken plaats op enige diepte (vanaf een paar kilometer) in de korst. Het metamorfe gesteente kan, als het aan het oppervlak komt door erosie van bovenliggend materiaal, verweren en eroderen om sediment te vormen, of naar grotere diepte gebracht worden waar de temperatuur zo hoog is dat het smelt, waarbij magma gevormd wordt. Uit dit magma kan weer nieuw stollingsgesteente gevormd worden waarmee de cirkel rond is.